# Dziegciarnia
Dziegciarnia (prononciation : [d͡ʑekˈt͡ɕarɲa]) est un  village polonais de la gmina de Łobżenica dans le powiat de Piła de la voïvodie de Grande-Pologne dans le centre-ouest de la Pologne.
Il se situe à environ 12 kilomètres à l'est de Łobżenica (siège de la gmina), 48 kilomètres à l'est de Piła (siège du powiat), et à 104 kilomètres au nord de Poznań (capitale de la Grande-Pologne).

## Histoire
De 1816 à 1920, Saxaren fait partie de l'arrondissement de Wirsitz dans le district de Bromberg au sein de la province de Posnanie.
De 1975 à 1998, le village faisait partie du territoire de la voïvodie de Piła.

Depuis 1999, Dziegciarnia est situé dans la voïvodie de Grande-Pologne.